# Nymphalis lacteus
Nymphalis lacteus är en fjärilsart som beskrevs av Bandemann 1935. Nymphalis lacteus ingår i släktet Nymphalis och familjen praktfjärilar. Inga underarter finns listade i Catalogue of Life.